# لا بوبلا دي بينيفاسا
بلدية لا بوبلا دي بينيفاسا (بالإسبانية: Puebla de Benifasar)‏ (بالفالنسية:La Pobla de Benifassà)، هي إحدى بلديات مقاطعة كاستيلون التي تقع في منطقة بلنسية، في شرق إسبانيا.
يبلغ عدد سكانها 253 نسمة وفقاً لإحصائية سنة (2006).